# Campylaspis stephenseni
Campylaspis stephenseni är en kräftdjursart som beskrevs av Just 1970. Campylaspis stephenseni ingår i släktet Campylaspis och familjen Nannastacidae. Inga underarter finns listade i Catalogue of Life.